# Erika Fromm
Erika Fromm (* 23. Dezember 1910 in Frankfurt am Main; † 26. Mai 2003 in Chicago), gebürtige Oppenheimer, war eine Psychologin und Mitbegründerin der Hypnoanalyse.

## Leben
Erika Fromm wurde als Erika Oppenheimer in Frankfurt am Main geboren. Sie ist die Tochter des Arztes Siegfried Oppenheimer und dessen Ehefrau Clementine (geb. Stern). Sie besuchte in Frankfurt zuerst die Samson-Raphael-Hirsch-Schule und anschließend die Elisabethenschule. Dort machte sie 1929 das Abitur.
Fromm studierte in Frankfurt Philosophie, Psychologie, Geographie und Orientalistik und wurde mit einer Arbeit über Optische Versuche über Ruhe und Bewegung promoviert. Die Dissertation wurde 1935 zeitgleich mit der thematisch eng verwandten Dissertation von Walter Krolik veröffentlicht, die auch von Max Wertheimer und Wolfgang Metzger betreut worden war und den Titel Uber Erfahrungswirkungen beim Bewegungssehen trug. Während das Erscheinungsjahr der beiden Dissertationen eindeutig ist (auch wenn im Katalog der Deutschen Nationalbibliothek jeweils das Jahr 1934 angegeben wird), ist das Jahr der Promotion in beiden Fällen unklar. Wertheimer emigrierte bereits 1933, und wenn Oppenheimer 1934 promoviert worden wäre, dann hieße das, dass das Verfahren alleine von Metzger bis zum Ende betreut worden wäre. Gleiches gilt dann auch für Krolik, von dem Werheimer im November 1934 in einem Brief an Max Horkheimer vermutete, dass er seine Dissertation fertiggestellt habe, Briefe zwischen Wertheimer und Max Horkheimer, 07.11.1934 (S. 72, 73) Da andererseits auch kaum anzunehmen ist, dass Oppenheimer vor dem Abschluss ihrer Promotion in die Emigration ging, wie es Uwe Wolfradt et al. darstellen, sind wohl die Ausführungen auf der Webseite Psychology's Feminist Voices zutreffender, nach denen Oppenheimer noch 1933 an der Universität Frankfurt mit Auszeichnung promoviert wurde und „zwei Wochen nach ihrem Abschluss [..] aufgrund der zunehmenden Nazipräsenz in die Niederlande ziehen“ musste –  eine aufgrund ihrer jüdischen Herkunft nur zu verständliche Reaktion.
In den folgenden vier Jahren arbeitete sie in den Niederlanden in Apeldoorn und Amsterdam als wissenschaftliche Mitarbeiterin und Leiterin eines Forschungslabors. 1936 verlobte sie sich mit Paul Fromm, einem Weinkaufmann, den sie später heiratete. Noch in Holland kam auch ihre Tochter Joan zur Welt. 1938, als die Nazis die Judenverfolgung verstärkten, wanderte das Paar in die USA aus. Von 1939 bis 1940 war Fromm Forschungsassistentin in der psychiatrischen Abteilung der Universität von Chicago. Von 1943 bis 1948 leitete sie ein Programm zur Rehabilitation von Kriegsveteranen.

„In den 1940er und 1950er Jahren absolvierte sie eine Ausbildung am Chicago Institute for Psychoanalysis. Ihr und mehreren ihrer Kommilitonen wurde der Abschluss verweigert, da die American Psychoanalytic Association (APA) entschied, dass nur Personen mit medizinischem Abschluss Psychoanalytiker werden konnten. Fromm kämpfte jahrelang gegen dieses Urteil. Im Rahmen dieser Aktivitäten half sie bei der Gründung der Psychologists Interested in the Study of Psychoanalysis (später Division 39 der APA).“

1954 wurde Fromm Mitglied der Fakultät für Medizin der Northwestern University, bevor sie 1961 als Professorin für Psychologie an die University of Chicago wechselte.
Erika Fromm war auch Herausgeberin für das International Journal of Clinical and Experimental Hypnosis und Mitherausgeberin der The Bulletin of the British Society of Experimental and Clinical Hypnosis. 1972 bis 1973 war sie Präsidentin des Bereichs für psychologische Hypnose der American Psychological Association; 1971 bis 1974 Präsidentin des American Board of Psychological Hypnosis; 1975 bis 1977 Präsidentin der Society for Clinical and Experimental Hypnosis.

## Leistung
In ihren frühen Werken stellte Fromm einige von Sigmund Freuds Entdeckungen in Frage und suchte nach Möglichkeiten, Hypnose in einer wirkungsvolleren Weise einzusetzen, um Menschen zu helfen, als auf dem Weg der Psychoanalyse, die sie eher als Therapie für die Reichen ansah. Als gereifte Klinikärztin, Theoretikerin und Forscherin wandte sie sich der Natur der menschlichen Intuition, der Kreativität, der Träume und der Hypnose zu.
Erika Fromm betrachtete die Hypnose, ähnlich wie Freud den Traum, als Weg zum Unbewussten. Bei richtiger Anwendung kann Hypnose wirkungsvoller und schneller bei der Arbeit an Problemen helfen als Psychoanalyse. Psychoanalyse und Hypnose waren bislang gekennzeichnet durch gegenseitiges Misstrauen, trotz Freuds Anregung, das Unbewusste mit Hypnose zu erreichen.

## Schriften (Auswahl)
- Erika Fromm & Ronald E. Shor (Eds.). Hypnosis : developments in research and new perspectives . 2nd ed. New Brunswick: AldineTransaction,  2009. ISBN 978-0-20236-262-5
- Stephen Kahn & Erika Fromm (Eds.). Changes in the therapist. Mahwah, N.J.: Lawrence Erlbaum, 2001. ISBN 978-0-80582-382-0
- Erika Fromm & Michael R. Nash (Eds.). Contemporary hypnosis research. New York: Guilford Press, 1992. ISBN 978-0-89862-893-7
- Erika Fromm & Stephen Kahn. Self-hypnosis: the Chicago paradigm. New York: Guilford Press, 1990. ISBN 978-0-89862-341-3
- Daniel P. Brown & Erika Fromm. Hypnosis and behavioral medicine. Hillsdale, N.J.: L. Erlbaum Associates, 1987. ISBN 978-0-89859-925-1
- Daniel P. Brown & Erika Fromm. Hypnotherapy and hypnoanalysis. Hillsdale, N.J.: L. Erlbaum Associates, 1986. ISBN 978-0-89859-783-7
- Thomas M. French & Erika Fromm. Dream interpretation: a new approach. Madison, Conn.: International Universities Press, 1986. ISBN 0-82361-435-2
- Erika Fromm & Lenore Dumas Hartman. Intelligence, a dynamic approach. Garden City, N.Y.: Doubleday, 1955.